# Saltator striatipectus
Saltator striatipectus é uma espécie de cardinal  da família Thraupidae.
Pode ser encontrada nos seguintes países: Colômbia, Costa Rica, Equador, Guadeloupe, Panamá, Peru e Venezuela.